# David Shearer

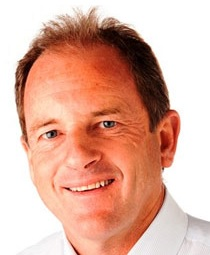
David Shearer (2011)

David James Shearer (* 28. Juli 1957 in Auckland, Neuseeland) ist ein Politiker der New Zealand Labour Party, war ihr Parteiführer in den Jahren von 2011 bis 2013 und ist ein Koordinator für humanitäre Projekte bei den Vereinten Nationen.

## Leben
David James Shearer wurde am 28. Juli 1957 in Auckland geboren. Nach seiner Zeit in der Primary School besuchte er von 1971 bis 1975 die Papatoetoe High School im Stadtteil Papatoetoe im südlichen Teile von Auckland, wechselte danach für sein Studium 1976 zur University of Auckland und schloss dort sein Studium 1979 mit dem Teaching Diploma ab. Anschließend arbeitete er zunächst für 2 Jahre als Tour Guide in Europa und Nepal und ab 1983 für 2 Jahre als Lehrer für Geographie und Soziales an der Massey High School in Auckland. Danach schloss er von 1985 weitere zwei Jahre Studium an der University of Canterbury in Christchurch an und absolvierte dort mit Auszeichnung mit einem Master of Science im Bereich Recource Management. Nach einem weiteren Jahr als Lehrer übernahm er 1987 die Aufgabe als Consultant für Umwelt- und Māori-Belange für den Tainui Trust Board zu arbeiten, bevor er 1989 zu den Vereinten Nationen wechselte.

## Vereinte Nationen
1989 wechselte Shearer zu den Vereinten Nationen und übernahm Koordinationsaufgaben für Hilfsprojekte weltweit und im Speziellen in humanitären Projekten in Afrika und auf dem Balkan. Des Weiteren wurde er Leiter der internationalen NGO Save the Children in Ruanda, in Somalia, im Nord-Irak und in Sri Lanka.
1996 wechselte er dann zum International Institute for Strategic Studies nach London und publizierte einige Artikel zum Thema Konfliktlösungen und Mechanismen für Frieden. Er blieb dort bis in das Jahr 1999. Zurück in Neuseeland betätigte sich Shearer von 2000 bis 2002 als Berater des Minister of Foreign Affairs Phil Goff.
Im Jahr 2003 ging er zurück zu den Vereinten Nationen und übernahm bis zum Jahr 2007 die Position des Leiters des Humanitarian Office in Jerusalem. Dort war er für humanitäre Projekte in der West Bank und im Gazastreifen zuständig. Während des israelisch-libanesichen Konflikt im Jahr 2006 leitete er das Hilfsprojekt im Libanon und von 2007 bis zum Jahr 2009 war er der stellvertretende Leiter der UNDP-Mission im Irak.

## Politiker in Neuseeland
Zur neuseeländischen Parlamentswahl am 13. Juni 2009 kandidierte Shearer für den Wahlkreis Mount Albert und zog damit aus dem Stand in das House of Representatives ein. Mit seiner Wahl zum Parteiführer der New Zealand Labour Party im Jahr 2011 übernahm Shearer gleichzeitig die Führerschaft der Opposition im Parlament. Doch innerparteiliche Rivalitäten um seine Person und die Tatsache, dass er in der öffentlichen Wahrnehmung als Parteiführer nicht sichtbar war, führten schließlich dazu, dass Shearer am 16. September 2013 beide Ämter abgab, blieb aber noch bis zum 31. Dezember 2016 als Abgeordneter im Parlament.

### Zeit im Parlament
Während seiner Zeit im Parlament war er:
- 2011–2013 – Oppositionsführer und Führer seiner Partei[3]

Mitglied in folgenden Komitees des Houses:
- 2009–2011 – Education and Science
- 2011–2016 – Foreign Affairs, Defence and Trade[3]

Sprecher seiner Partei für folgende Themengebiete:
- 2009–2011 – Research and Development
- 2009–2011 – Science and Technology
- 2011–2011 – Defence
- 2011–2011 – Tertiary Education
- 2011–2013 – Science and Innovation
- 2011–2013 – Security Intelligence Service
- 2013–2014 – Energy and Recources
- 2013–2016 – Foreign Affairs
- 2014–2016 – Consumer Affairs[3]

## Vereinte Nationen
Am 13. Dezember 2016 gab der Generalsekretär der Vereinten Nationen, Ban Ki-moon bekannt, dass Shearer ab Jahresanfang 2017 die Position des Special Representative for South Sudan und Head of the United Nations Mission in South Sudan (UNMISS) übernehmen würde. Er hatte das Amt bis April 2021 inne.

## Auszeichnungen
- 1993 – New Zealander of the Year, gewählt vom New Zealand Herald für seine Arbeit in Somalia
- 1993 – Member of the British Empire (M.B.E.) in der britischen New Year Honours List
- 1994 – Award for Gallantry von der Organisation Save the Children für seine Arbeit in Konfliktgebieten

## Familie
David James Shearer ist verheiratet und hat zwei Kinder.

## Werke
- 1998 – Private armies and military intervention. In: Adelphi papers. Nr. 316. International Institute for Strategic Studies, London 1998, ISBN 978-0-19-829440-5 (englisch).
- 1986 – Between two worlds: Maori values and environmental decision-making: presented in partial fulfilment of the requirements for the degree of Master of Science in the University of Canterbury. University of Canterbury, Christchurch 1986 (englisch).